# 新宿ゴールデン街
新宿ゴールデン街（しんじゅくゴールデンがい）は、東京都新宿区歌舞伎町1丁目にある飲食店街。バラック長屋に、スナックなど300軒近い酒場が並び、作家や映画・演劇関係者が通うことで知られる。

## 概要

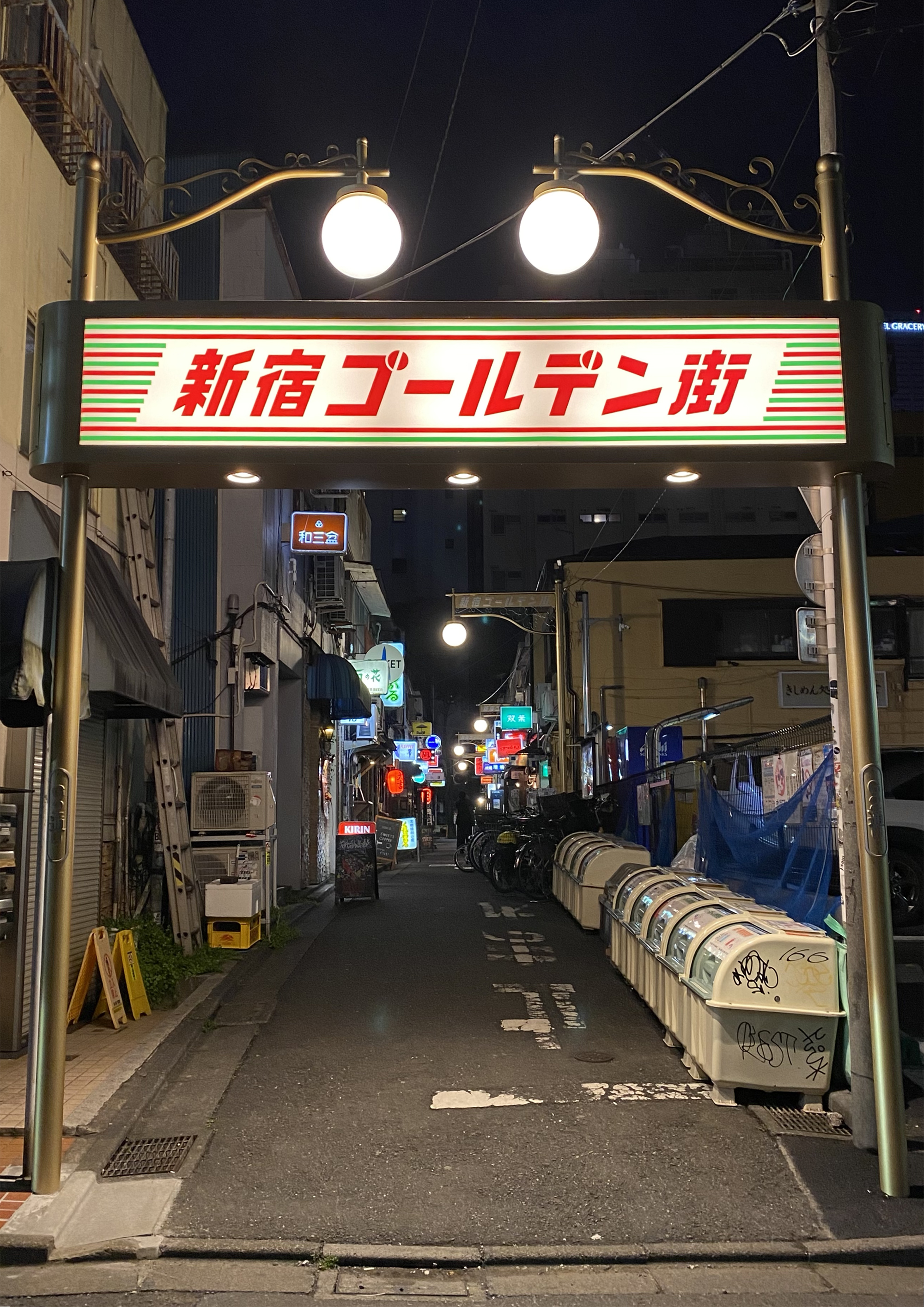
新装されたゴールデン街ゲート看板（花園交番通りの公道上より撮影）2022年3月

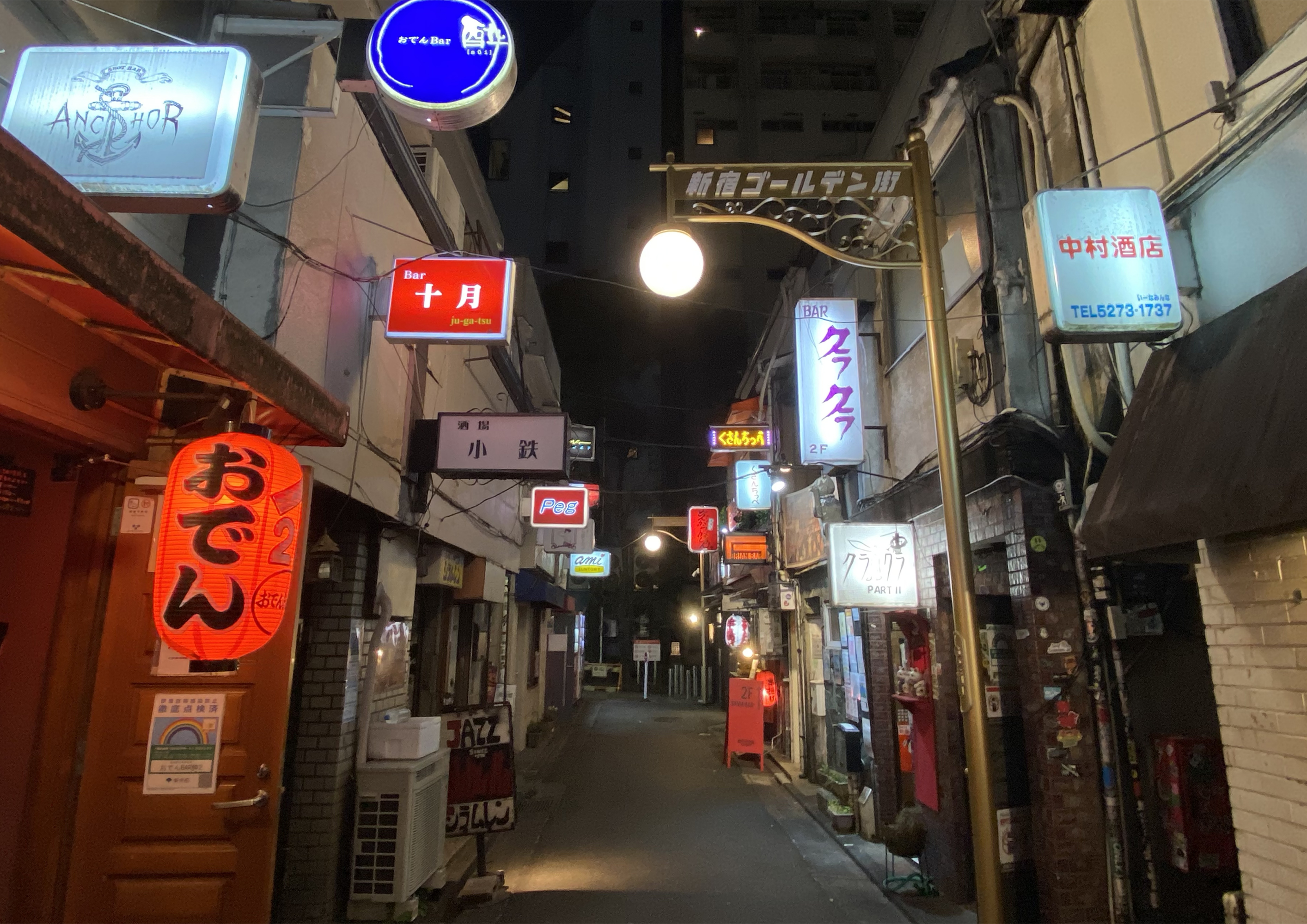
新しい街灯が設置されたG1通り2022年

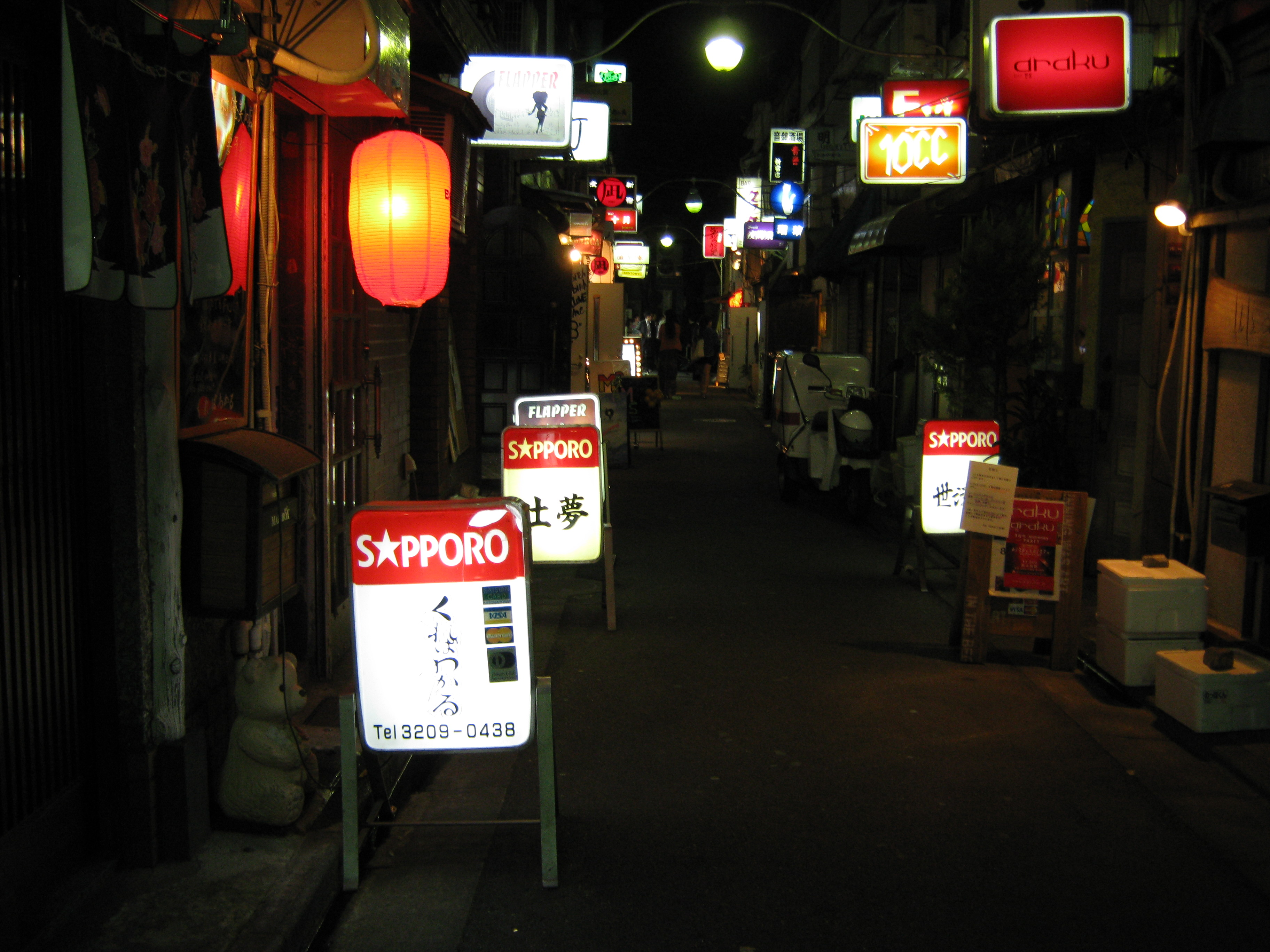
夜のG2通り（花園交番通りの公道上より撮影）2009年

新宿ゴールデン街商店街振興組合と新宿三光商店街振興組合の2つの組合によって管理されている。およそ2000坪ほどの狭い区画に低層の木造長屋が連なっており、200軒以上の小さな飲食店が密集している。かつては文壇バーなど個性豊かな店も多く、常連客として作家・編集者、映画監督、俳優といった文化人が多く集まることで知られていた。このような背景から、東京におけるサブカルチャーやアングラ芸術の発信地の一つとなっている。
1980年代後半のバブル景気の最盛期には、激しい地上げに見舞われたが、飲食店の店主ら有志が「新宿花園ゴールデン街を守ろう会」を結成し、団結して地上げ屋や再開発への反対運動を展開した。1990年代に入るとバブル崩壊により地上げは終息したが、地上げに屈して閉店した空き店舗が多数放置され、一時は客足も滞ったことから、さながらゴーストタウンのようになった。
飲食店により構成される組合が中心となり、街の活性化やインフラストラクチャーの整備などを推進してきた。2000年代に入ると新規出店が相次ぐようになり、客足も戻ったことから、再び活気を取り戻した。近年では、ヨーロッパなど海外からの観光客が多く訪れることでも知られている。

## 地理

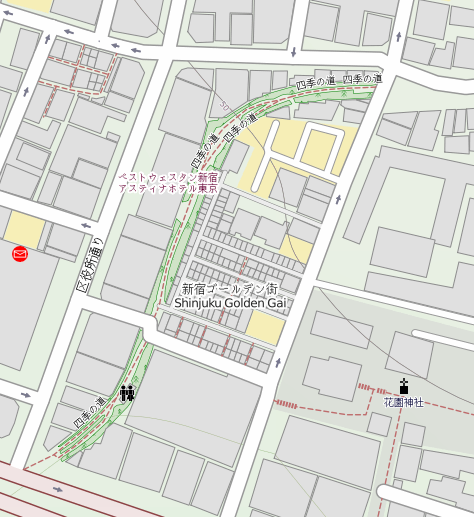
新宿ゴールデン街周辺の地図

花園神社の西向かいにあり、第二次世界大戦後に建てられた木造長屋建ての店舗が、狭い路地を挟んでマッチ箱のように並んでいる。東を花園交番通り、西を四季の道、南を東京電力角筈変電所、北をテルマー湯に囲われた区画である。区画内の路地には、それぞれ「G1通り」「G2通り」「あかるい花園一番街」「あかるい花園三番街」「あかるい花園五番街」「あかるい花園八番街」「まねき通り」といった名称がつけられている。「G」はGoldenのG。元々は、G1通りとG2通りのみが新宿ゴールデン街と呼ばれていたが、この名が全国的に有名となったことから、現在は区画一帯を総称して新宿ゴールデン街と呼んでいる。
あかるい花園一番街より北側の店舗は新宿三光商店街振興組合を組織しており、南側の店舗は新宿ゴールデン街商店街振興組合を組織している。新宿ゴールデン街商店街振興組合と新宿三光商店街振興組合のエリア内の路地は全て私道であるため、路上での無断撮影は禁じられており、撮影時は事前申請のうえ腕章着用など所定の手続きが必要となる。近年では、私有地であるはずの路上にて、無許可で写真や動画の撮影を行う者がおり、問題となっている。ただし、新宿ゴールデン街商店街振興組合と新宿三光商店街振興組合に加盟する店舗の者に頼んで、スナップ写真や記念写真などを直接撮影してもらう場合は、申請が不要とされている。ただ、その場合も、当該写真を商用利用する場合は、申請が必要となる。なお、路上ではなく店舗内での撮影については、店舗側の許諾を得れば問題ないとされている。
なお、新宿ゴールデン街の区画全体が、花園神社の氏子地域となっている。そのため、花園神社の神札や熊手を祀る店舗が多い。

## 沿革

### 前史
新宿ゴールデン街の起源は、太平洋戦争終結後の混乱期にできた闇市を端緒とする。当時の東京都淀橋区・四谷区（いずれも現在の新宿区）周辺では闇市が軒を連ねており、新宿駅の東側には関東尾津組による「新宿マーケット」が広がっていた。その後、新宿マーケットは屋台を中心とした飲み屋街に変貌し、「竜宮マート」と呼ばれるようになった。しかし、1949年に連合国軍総司令部が闇市撤廃を指示するに至り、東京都庁と警視庁は各店舗に対して翌年までの移転を命じた。それにともない、闇市の各店舗は、代替地として新宿区三光町（現在の歌舞伎町1丁目と新宿5丁目の一部）の一帯に移転することになった。この一帯が、のちに新宿ゴールデン街と呼ばれるようになる。

### 青線地帯
当時の三光町は繁華街から離れた場所であり、当時「よろめき横丁」と言われた一帯のほとんどの店が飲食店の名目で赤線まがいの営業をしていた。風俗営業法の許可を取らないもぐり営業のため、俗称で青線と呼ばれた。歌舞伎町付近にはこれ以外にも青線が集まっており、都内でも有数の売春街であった。しかし、1958年の売春防止法施行により、青線営業を行っていた店は全て廃業した。

### 文化人の街

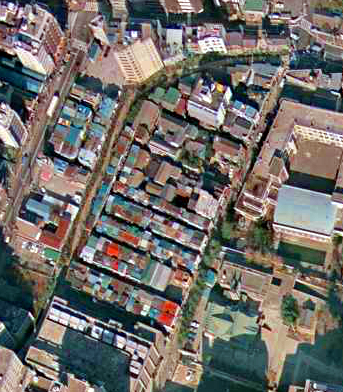
新宿ゴールデン街の航空写真（1975年1月20日撮影）

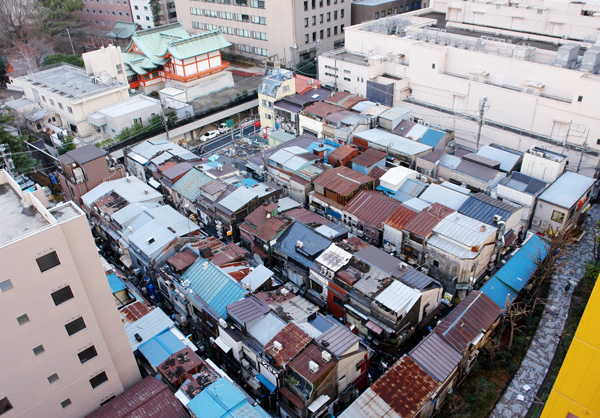
昼の新宿ゴールデン街

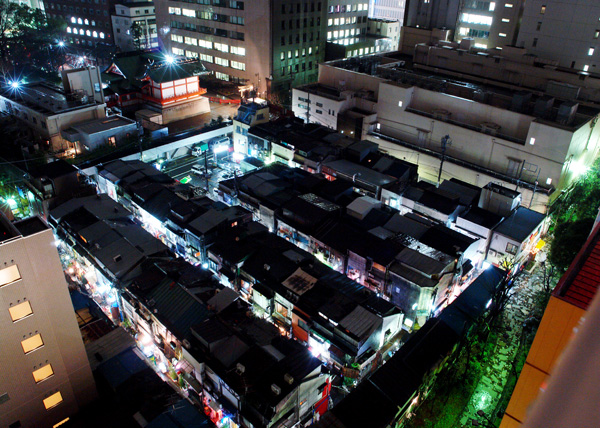
夜の新宿ゴールデン街

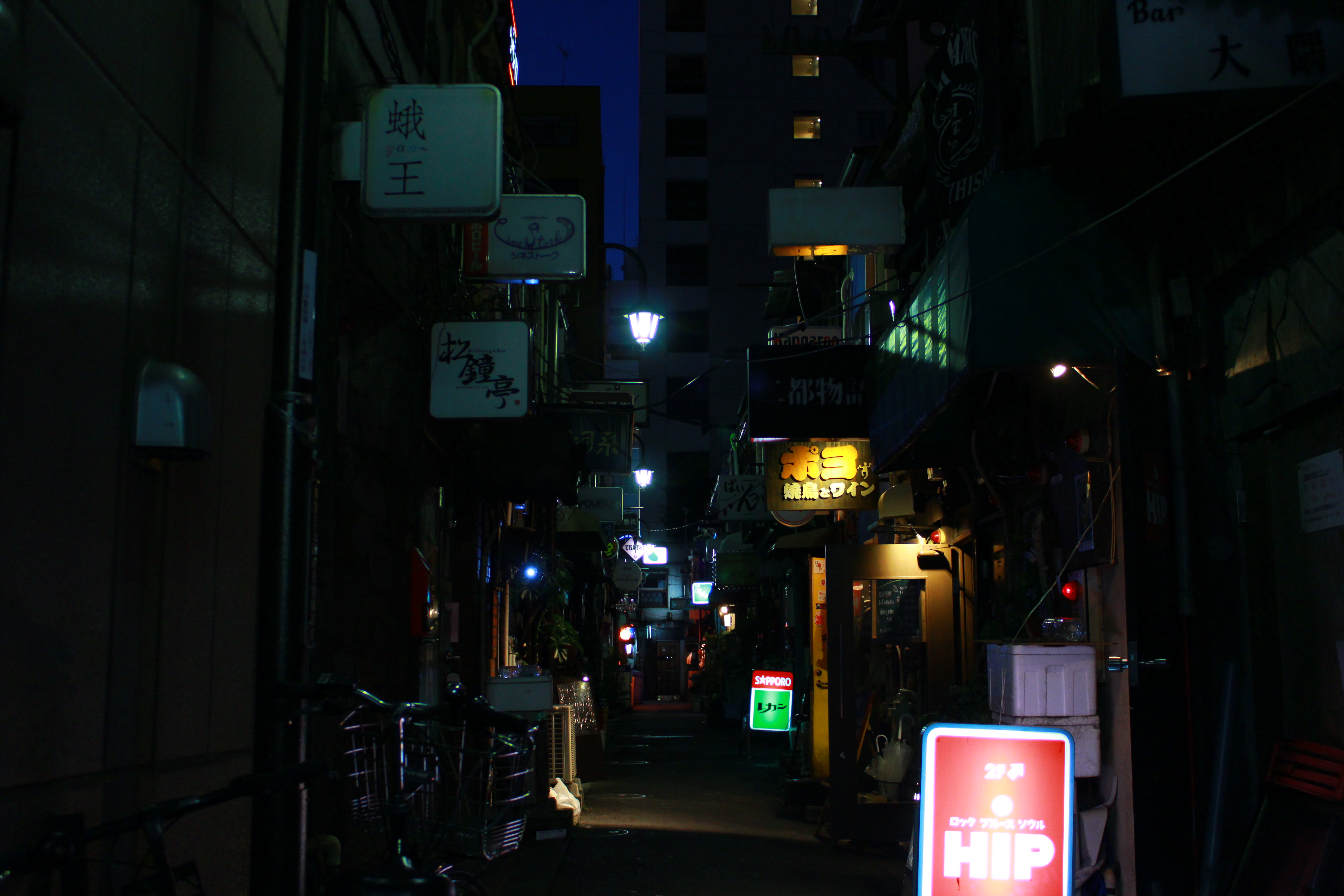
夜のあかるい花園五番街（花園交番通りの公道上より撮影）

1958年の売春防止法施行後は飲み屋が密集する街となり、「新宿ゴールデン街」と呼ばれるようになった。なお、1978年の住居表示実施にともない、従来の三光町という地名は消滅し、歌舞伎町1丁目と新宿5丁目とに分割再編された。新宿ゴールデン街を含む一帯は、歌舞伎町1丁目の一部となった。
新宿ゴールデン街の店は、文壇バー、ゲイバー（特に女装バー）、ボッタクリバーの3つに分類できるとも言われた。店内は3坪または4.5坪と狭く、カウンターに数人並ぶと満席になる。文壇バーには、作家やジャーナリスト、編集者らが集まり、熱い議論や喧嘩を繰り広げる場所でもあった。バーが営業を始める時刻以降に行けば、誰かしら著名ライターに逢える地域でもある。1976年には、小説家の中上健次が第74回芥川龍之介賞を、ノンフィクション作家の佐木隆三が第74回直木三十五賞を、それぞれ同時に受賞したが（いずれも1975年度下半期受賞）、両名とも新宿ゴールデン街の常連客だったため、この街の名が全国的に報道された。その結果、新宿ゴールデン街は文化人の集う街として広く知られるようになり、「文化人たらんとする人間にとってゴールデン街に馴染みの店を持つことは必須」とまで言われるようになった（なお、常連達によって話されている内容は非常に専門的であることを覚悟して行く必要がある）。また、作家、ジャーナリスト、編集者といった文筆業関係者だけでなく、映画監督や劇団の演出家、男優、女優、モデルなどにも常連客が多かった。
この頃の常連客としては、漫画家の赤塚不二夫、富永一朗、滝田ゆう、はらたいら、画家の岡本太郎、イラストレーターの黒田征太郎、デザイナーの長友啓典、工芸家の由水常雄、華道家の安達曈子、作曲家の武満徹、詩人の清水昶、小説家の色川武大、開高健、田中小実昌、長谷川四郎、団鬼六、志茂田景樹、北方謙三、五木寛之、大沢在昌、矢野徹、吉行淳之介、安岡章太郎、遠藤周作、瀬戸内寂聴、野坂昭如、映画監督の大島渚、若松孝二、神代辰巳、撮影監督の姫田真佐久、演出家の唐十郎、俳優の菅原文太、原田芳雄、石橋蓮司、松田優作、緑魔子、高田純次、三國連太郎、江藤潤、落語家の初代林家三平、歌手のなぎら健壱、プロデューサーの佐藤剛、評論家の大宅壮一、目黒考二、力士の鷲羽山佳和、などが知られている。これらの常連客は、やがて新たな別の文化人を伴って訪れるようになるため、客層のディープ化によりいっそう拍車がかかった。たとえば、画家の岡本太郎は、小説家の司馬遼太郎が上京する度に、ともに新宿ゴールデン街へ繰り出していた。司馬だけでなく、岡本は他のさまざまな文化人を新宿ゴールデン街に誘っていた。日本国外からも文化人が訪れるようになり、特に映画監督のクリス・マルケル、ヴィム・ヴェンダース、侯孝賢、テオ・アンゲロプロス、にいたっては、来日する度に必ず毎回新宿ゴールデン街を訪れるほどであった。
さらに、ジャーナリストの岡留安則、立花隆、声優の柴田秀勝、劇団椿組の外波山文明、前衛芸術家の永寿日郎、コメディアンの内藤陳、といった著名人が経営するバーも数多く営業していた。また、新宿ゴールデン街のバーで働いていた者の中からも、歌人の俵万智、小説家の馳星周、社会学者の三橋順子、といった著名な活躍をする者が現れた。また、「マレンコフ」と呼ばれていた流しの加藤武男にも注目が集まった。
このように、多様な文化人が集まったことから、サブカル文化やアングラ芸術の発信地となっている。この街を嚆矢とする文化、生活習慣、芸術運動なども多く、レンタルカフェやPicture Yourself Sound Schoolなどが挙げられる。なお、文化人だけでなく政界や官界、財界の関係者も数多く通っており、実業家の田辺茂一、労働運動家の山岸章、などが常連として知られている。さらに、政治活動家の東郷健が経営するバーも存在した。また、バーを経営していた長谷百合子が第39回衆議院議員総選挙で当選するなど、政治家として活躍する者も現れた。

### 地上げと再生

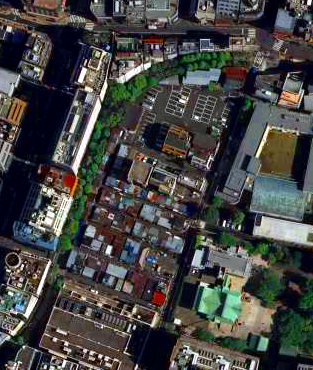
新宿ゴールデン街の航空写真（2009年4月27日撮影）

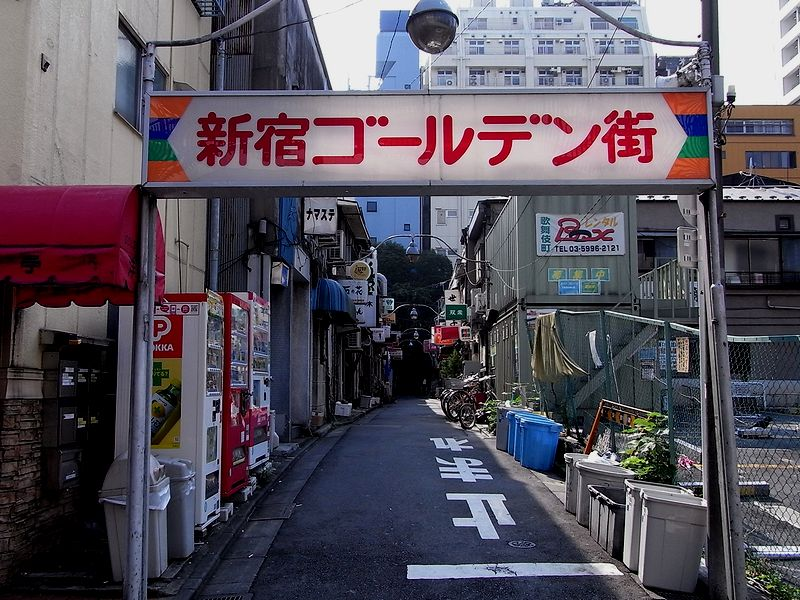
昼のG2通り（花園交番通りの公道上より撮影）

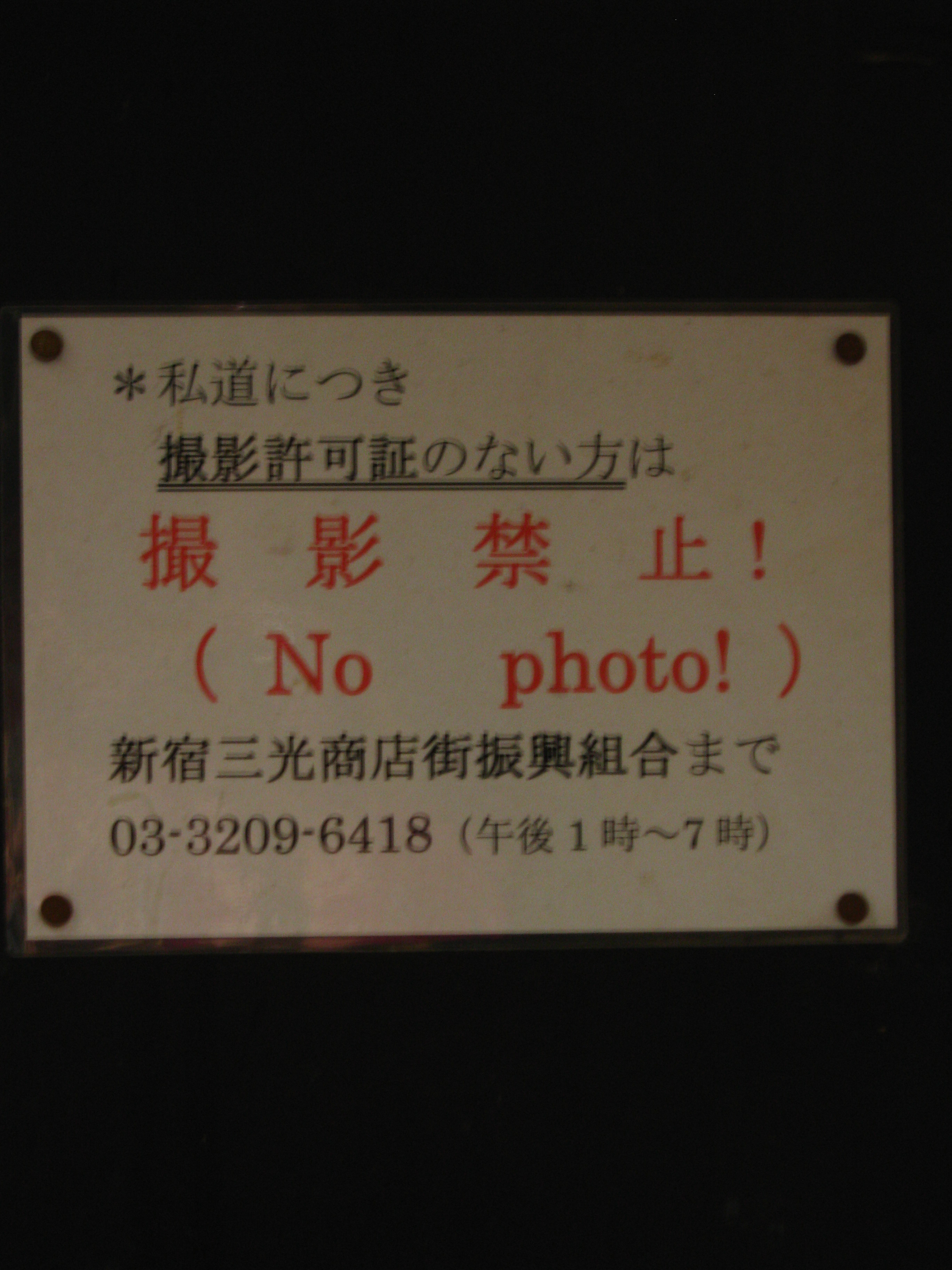
新宿ゴールデン街の路地での撮影を禁じる看板

1980年代にはバブル景気により日本の地価が急騰し、新宿ゴールデン街においても再開発の噂が囁かれるようになった。土地の買い占めを狙う地上げ屋が出没し、新宿ゴールデン街一帯は激しい地上げに晒されることになった。既存店舗のオーナーらは地上げに反対する動きを見せ、双方の対立が深刻化した。1986年には不審火騒ぎが起きるに至り、危機感を抱いた既存店舗のオーナーらは「新宿花園ゴールデン街を守ろう会」を結成し、地上げや再開発に反対する活動を展開した。新宿ゴールデン街では土地や建物の権利関係が極めて複雑なため、守ろう会では、まず法務局に通って土地や家屋の権利者を一件ずつ確認する作業から始めるなど、地道な反対活動を続けていった。年末には遊歩道で「餅つき大会」を開催、振る舞い酒などで「新宿ゴールデン街は元気ですよ！」と呼びかけもした。一方で、守ろう会の代表がオーナーを務める店は、その後、何度も不審火の被害に遭った。だが、店の焼け跡に椅子を並べて露店にし、焼け残った冷蔵庫内のビールとつまみのみで営業再開したところ、他店から料理や酒の差し入れが相次ぎ、火災見舞いに訪れた常連客に加えて通りがかりの人も交え、オーナーを励ます宴会が開催されたという。
この街に愛着を持つ者も多く、現在でも1950年代の雰囲気を残す場所として残そうという動きが続いた。バブル崩壊により地上げは終わったが、今度は地上げにより閉店した店がほったらかしの状態になった。景気も悪くなり客足もさらに遠のき、ゴーストタウンのようになった。しかし、店のオーナーらが団結し、区に道路、下水、ガスなどのインフラ整備を申し入れたため、区の支援を受けて大規模な整備が行われた。このインフラ整備により、若者たちが新たな店を出すようになり、再び空き店舗がどんどん減っていった。2010年代になり店のオーナーらが団結し「さくら祭り」「新宿ゴールデン街納涼感謝祭」などのイベントを開催し賑わいを取り戻す活動を展開した。その結果、新宿ゴールデン街が再び生まれ変わった。このころの常連客としては、漫画家の井上和郎、安倍夜郎、作曲家の沢田完、歌人の鳥居、小説家の樋口毅宏、矢月秀作、平山夢明、柳美里、梁石日、岩井志麻子、翻訳家の柳下毅一郎、評論家の町山智浩、編集者の中瀬ゆかり、映画監督の金子修介、園子温、いまおかしんじ、山下敦弘、カルロス・ベルムト、アニメーション演出家の岸誠二、脚本家の向井康介、上江洲誠、俳優の佐野史郎、大杉漣、斎藤工、町田啓太、アーティストのヴィヴィアン佐藤、アートディレクターの高橋ヨシキ、ゲームクリエイターの柴尾英令、時田貴司、プログラマの藤川真一、音楽家の中原昌也、お笑い芸人の水道橋博士、声優の古川登志夫、緒方恵美、置鮎龍太郎、山田真一、神谷浩史、歌手のコムアイ、掟ポルシェ、アイドルの最上もが、プロデューサーの大月俊倫、新聞配達員の新宿タイガー、などが知られている。さらに、映画監督の広崎哲也が映画上映会を定期的に開催するなど、文化人によるイベントも開催されるようになった。
また、新宿ゴールデン街のバーで働いていた者の中からも、小説家の李良枝、俳優の野見隆明、アイドルの水野しず、アコーディオニストの小春、といった著名な活躍をする者も現れた。なお、文化人だけでなく政界や官界、財界の関係者も数多く通っており、警察官僚の坂本勝、文部官僚の寺脇研、前川喜平、などが常連として知られている。
2016年4月12日13時30分頃に、この新宿ゴールデン街内の木造2階建ての建物が燃え、この影響で店舗兼住宅など3棟、およそ300平方メートルが焼ける火事が発生した。火元となった2階建ての建物は築数十年経っていて、老朽化していた。なお、4月12日の夜はいつものように営業する店があった一方、この火事での「焦げ臭いにおい」の影響によって、営業を取りやめる店もあった。4月13日、警視庁は防犯カメラの映像から住所不定無職の66歳のホームレスの男を、建造物侵入の疑いで逮捕したことを発表。捜査関係者によれば、火元になっていた建物の2階にあるはずの火災報知器が、改装工事のため、取り外されて、作動しなかったという。
2017年5月9日、東京地方裁判所での初公判で非現住建造物等放火と建造物侵入の罪に問われた男は警察の取り調べて認めていた放火を否認、建物への侵入は認めた。弁護側は火災の原因を火の不始末や電気やガスだと主張したが7月20日、求刑懲役4年に対して懲役3年6か月の実刑判決を言い渡した。駒田秀和裁判長は「建物に侵入した時点では異常がなく、ほかの人物による放火の可能性はない」として放火の無罪主張を退け、290軒以上の飲食店が軒を連ねている場所で不特定多数の人に被害が及ぶ可能性もあったとした。

## 登場作品

### 映画

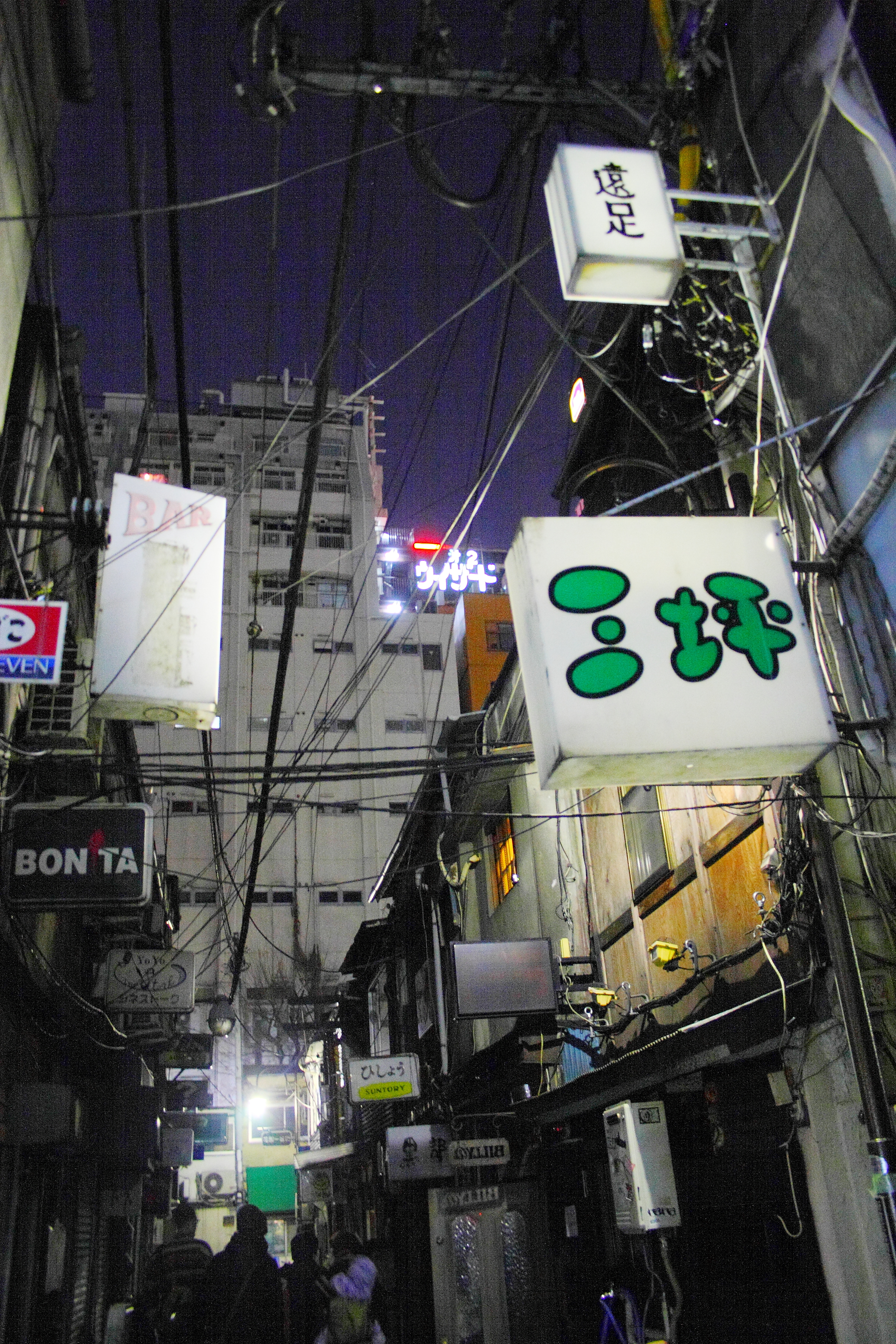
夜のあかるい花園一番街（花園交番通りの公道上より撮影）

- 曾根中生監督『新宿乱れ街――いくまで待って』 - 新宿ゴールデン街を舞台としている。
- 広崎哲也監督『さらばゴールデン街』 - 新宿ゴールデン街を舞台としている。
- 大上典保監督『NAGASHI――その名はマレンコフ』 - 新宿ゴールデン街を舞台としている。
- いまおかしんじ監督『つぐない――新宿ゴールデン街の女』 - 新宿ゴールデン街を舞台としている。
- 相原英雄監督『あしたはどっちだ、寺山修司』 - 新宿ゴールデン街を舞台の一つとしている。
- 岸善幸脚本・監督『あゝ、荒野 前篇』 - イメージビジュアルは新宿ゴールデン街で撮影された[87]。
- 岸善幸脚本・監督『あゝ、荒野 後篇』 - イメージビジュアルは新宿ゴールデン街で撮影された。
- 白石和彌監督『止められるか、俺たちを』 - 「まえだ」を舞台としている。
- こだま兼嗣総監督『劇場版シティーハンター――新宿プライベート・アイズ』 - 新宿ゴールデン街を舞台としている。
- 佐藤慶紀監督『新宿タイガー』 - 新宿ゴールデン街を舞台としている。

### ドラマ
- 牛窪正弘原作・演出『翔んだパープリン』 - 柴田秀勝が出演しており、経営する「突風」が「テレビ出演 柴田秀勝の店」と張り紙が貼られた状態で登場。
- 小室直子・鈴木勇馬演出『3年A組――今から皆さんは、人質です』 - 新宿ゴールデン街で撮影された。

### 小説
- 辻真先著『迷犬ルパンの名推理』 - 「突風」をモデルとするバーが登場[40]。
- 半村良ほか著『新宿ミステリー傑作選』 - 新宿ゴールデン街を舞台としている。
- 斎藤澪著『泣けば、花嫁人形』 - 主人公が新宿ゴールデン街のバーを経営。
- 村松友視著『坊主めくり』 - 新宿ゴールデン街を舞台としている。
- 岳真也著『東京妖』 - 新宿ゴールデン街を舞台としている。
- 山崎洋子著『薔薇の恋唄』 - 主人公の藤岡みのりは新宿ゴールデン街のアイドル的存在の足跡を追う。
- 西村健著『ビンゴ』 - 主人公の小田健は新宿ゴールデン街のバーに勤務。
- 村松友視著『激しい夢』 - 新宿ゴールデン街を舞台としている。
- 森村誠一著『砂漠の駅』 - 登場人物が新宿ゴールデン街のバーを経営。
- 山崎マキコ著『東京負け犬狂詩曲』 - 主人公の逸見香織が新宿ゴールデン街を訪れる。
- いしいしんじ著『東京夜話』 - 新宿ゴールデン街を舞台としている。
- 西村健著『劫火1』 - 主人公の小田健は新宿ゴールデン街のバーに勤務。
- 明川哲也著『世界の果てに生まれる光』 - 主人公が新宿ゴールデン街を訪れる。
- 小関尚紀著『新人マーケター乙女侍奮闘記』 - 主人公の早乙女待子が新宿ゴールデン街を訪れる。
- 今野敏著『龍の哭く街』 - 主人公の氷室和臣は新宿ゴールデン街のバーに勤務。
- 辻真先著『残照』 - 新宿ゴールデン街の「蟻巣」を舞台とする。
- 相場英雄著『復讐の血』 - 新宿ゴールデン街を舞台とする。
- 馳星周著『ゴールデン街コーリング』 - 馳星周が勤務していた「深夜プラスワン」をモデルとする「マーロウ」を舞台としている。

### 漫画
- 弘兼憲史著『部長島耕作』 - 登場人物の片桐久子が「CHACO」を経営[88]。
- 次原隆二著『レストアガレージ251』 - 「突風」をモデルとする「風花」が登場[40]。
- 安倍夜郎著『深夜食堂』 - 登場人物の「マスター」が「めしや」を経営[注釈 1]。
- 次原隆二著『少年リーダム――友情・努力・勝利の詩』 - 「突風」をモデルとする「風花」が登場[40]。
- 押切蓮介著『狭い世界のアイデンティティー』 - 登場人物は「図書室」の常連。

### 音楽
- 宇多田ヒカル『DEEP RIVER』 - ポスターは新宿ゴールデン街で撮影された
- 扇ひろ子「新宿ゴールデン街」 - 新宿ゴールデン街を舞台としている
- 栗原ゆう「チョコレート・キャバレー」 - ミュージックビデオは新宿ゴールデン街で撮影された
- 椎名林檎「歌舞伎町の女王」 - ジャケットは新宿ゴールデン街で撮影された
- ちあきなおみ「もうひとりの私」 - ジャケットは「桂」で撮影された[89]
- 林原めぐみ「今際の死神」 - ミュージックビデオは新宿ゴールデン街で撮影された[90]
- 藤圭子「新宿の女」 - 新宿の盛り場を舞台としている
- ポルノグラフィティ「黄昏ロマンス」 - ジャケットは新宿ゴールデン街で撮影された
- マドンナ「Jump」 - プロモーションビデオは新宿ゴールデン街で撮影された
- ヤナキク「ゴールデン街」 - 新宿ゴールデン街を舞台としている

### テレビゲーム
- セガ『龍が如く』 - 新宿ゴールデン街をモデルとする「チャンピオン街」を舞台としている

## 働いていた人物

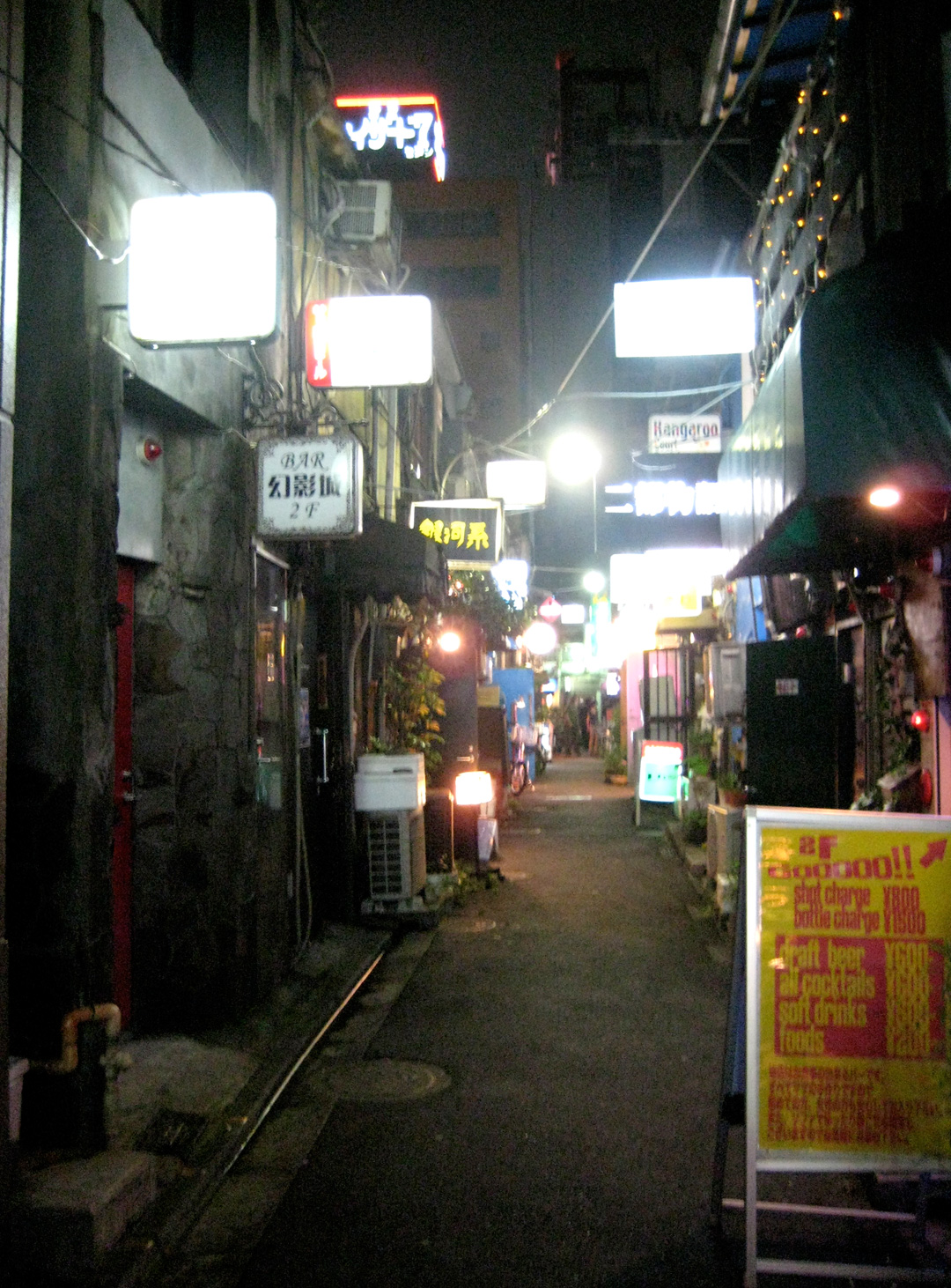
夜のあかるい花園五番街（花園交番通りの公道上より撮影）

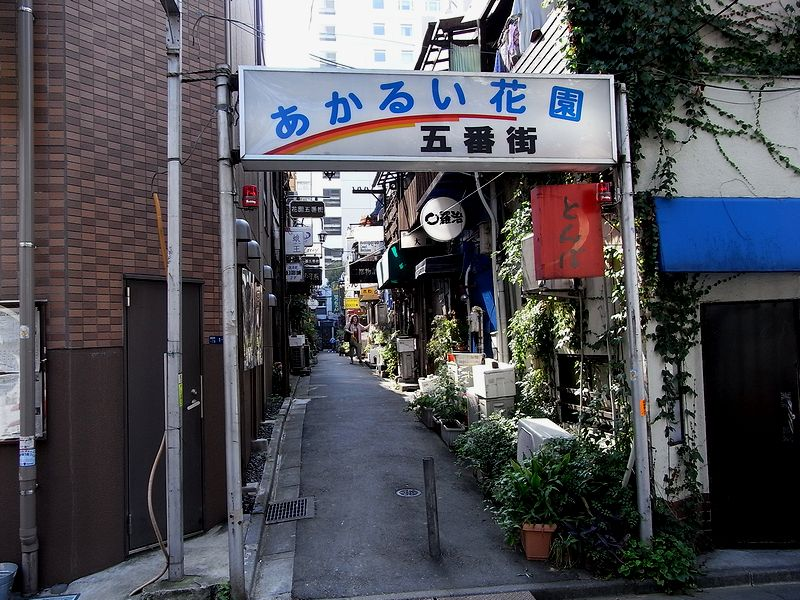
昼のあかるい花園五番街（花園交番通りの公道上より撮影）

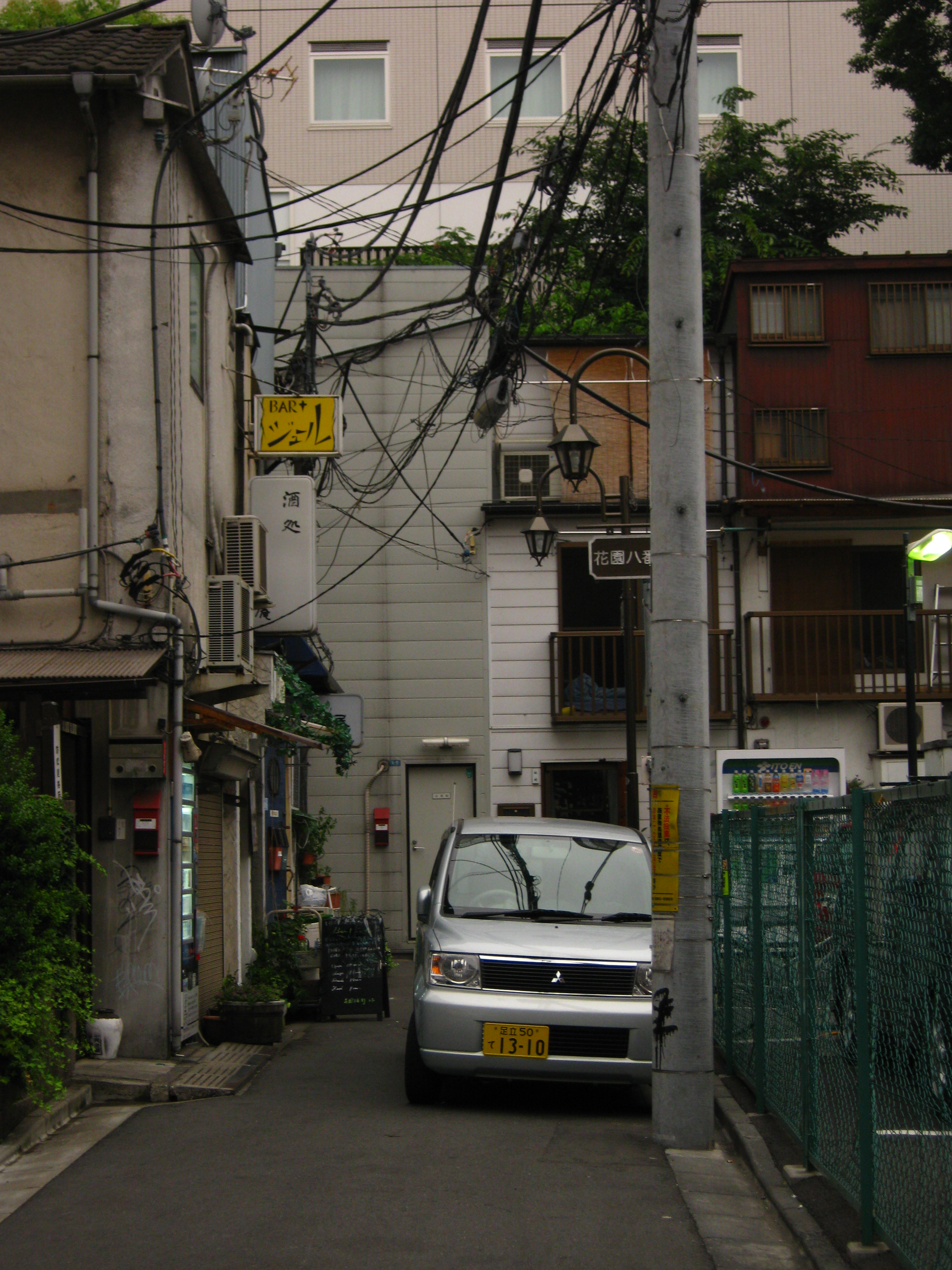
昼のあかるい花園八番街（花園交番通りの公道上より撮影）

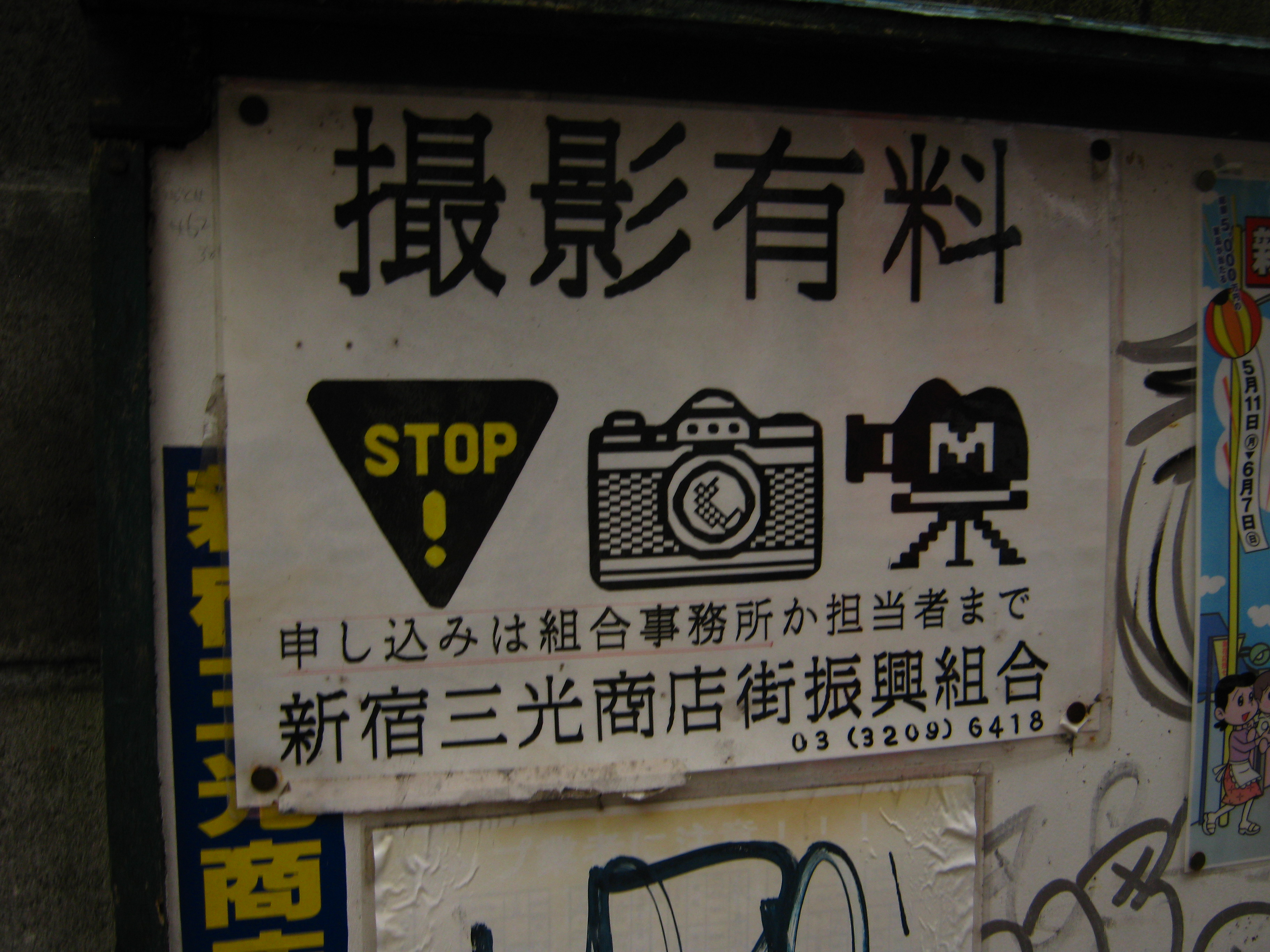
新宿ゴールデン街の路地での撮影を禁じる看板

新宿ゴールデン街で働いていた経験を持つ人物を五十音順に記載し、括弧内に代表的な職業を併記した。ハイフン以降は新宿ゴールデン街での主要な職歴を記載した。なお、現職、元職、双方を記載しているため、現時点では働いていない者も含んでいるため注意されたい。
- 麻生敬太郎（俳優） - 「べるじゅらっく」を経営[91][92]
- 李良枝（小説家） - 「ナベサン」に勤務[73]
- 石黒謙吾（著述家・編集者） - 「マチュカ・バー」に臨時勤務
- 伊藤清美（女優） - 「銀河系」を経営[93]
- 井上和郎（漫画家） - 「AZITO」に勤務[94][95]
- 井原啓介（俳優） - 「べるじゅらっく」を経営[92][96]
- 内海賢二（声優） - 「突風」に勤務[40]
- 永寿日郎（前衛芸術家） - 「発狂の夜」を経営[43]
- 岡留安則（ジャーナリスト） - 「マガジンハウス」を経営[37]
- オカモト "MOBY" タクヤ（ドラマー） - 「マチュカ・バー」に臨時勤務[97]
- 奥山彰彦（デザイナー） - 「奥亭」を経営[98][99][100]
- 快児（コメディアン） - 「吉田商店」に勤務
- 柏原晋平（画家） - 「マチュカ・バー」に臨時勤務[97]
- 金子修介（映画監督） - 「カンビアーレ」に臨時勤務[101]
- キタムラアラタ（演出家） - 「銀河系」を経営[93]
- ギャランティーク和恵（歌手） - 「夜間飛行」を経営[89]
- 切通理作（評論家） - 「マチュカ・バー」に臨時勤務[102]
- 九龍ジョー（文筆家） - 「ハッピー」に臨時勤務[103]
- 草野なつか（映画監督） - 「珍呑」に勤務[104]
- KOO（トランペッター） - 「マチュカ・バー」に臨時勤務[97]
- 小春（アコーディオニスト） - 「ソワレ」に勤務[77][78]
- 坂本ちゃん（コメディアン） - 「ソワレ」に勤務[105]
- さち（歌手） - 「すみれの天窓」を経営[106]
- 柴田秀勝（声優） - 「突風」を経営[40]
- 須田慎太郎（写真家） - 「奥亭」に勤務[98]
- 須田泰成（放送作家） - 「マチュカ・バー」をプロデュース
- 曽我部恵一（シンガーソングライター） - 「無銘喫茶」に臨時勤務[107]
- 高市智子（アイドル） - 「無銘喫茶」に勤務[107]
- たこ八郎（コメディアン） - 「クラクラ」の手伝い[41]
- 立花隆（ジャーナリスト） - 「ガルガンチュア」を経営[38][39]
- 田中優樹（俳優） - 「GHETTO」を経営
- 俵万智（歌人） - 「クラクラ」に勤務[44]
- 筑波竜一（俳優） - 「オレンジ王子」に勤務[108]
- 東郷健（政治活動家） - 「東郷健」を経営[48]
- 東陽片岡（漫画家） - 「マチュカ・バー」に臨時勤務[97][109]
- 殿山泰司（俳優） - 「との山」を経営[110]
- 外波山文明（俳優） - 「クラクラ」を経営[41][42]
- 豊田正義（ジャーナリスト） - 「珍呑」に臨時勤務[111]
- 内藤陳（コメディアン） - 「深夜プラスワン」を経営[20][38]
- 中野量太（映画監督） - 「マチュカ・バー」に臨時勤務
- 中原昌也（ミュージシャン） - 「マチュカ・バー」に臨時勤務[97]
- 渚ようこ（歌手） - 「汀」を経営[112]
- 能町みね子（イラストレーター） - 「マチュカ・バー」に臨時勤務[97]
- 野見隆明（俳優） - 「流民」に勤務[74][75]
- 馳星周（作家） - 「深夜プラスワン」に勤務[20][38]
- 長谷百合子（政治家） - 「ひしょう」を経営[49]
- 藤田博史（医師） - 「クレマスター」を経営
- 穂科エミ（脚本家・演出家）‐「あるぱか」を経営[113]
- 御崎真美（声優）-「バーバスター」を経営
- 水野しず（アイドル） - 「シャドウ」に勤務[76]
- 三橋順子（社会学者） - 「ジュネ」に勤務[45]
- 柳下毅一郎（翻訳家） - 「カンビアーレ」に臨時勤務[114]
- ゆか（歌手） - 「すみれの天窓」を経営[106]
- ラジカル鈴木（イラストレーター） - 「マチュカ・バー」に臨時勤務